# Prix Louis-Barthou
Le prix Louis-Barthou est un prix de l'Académie française décerné chaque année depuis 1938 par la même Académie.
Il est dédié à l'avocat et homme politique français Louis Barthou, né le 25 août 1862 à Oloron-Sainte-Marie (Basses-Pyrénées) et tué lors de l’assassinat du roi de Yougoslavie le 9 octobre 1934 à Marseille. 
En 1994, il regroupe les fondations et prix : Louis Barthou, André Barré, Bordin, Botta, Calmann-Lévy, Georges Dupau, Marie Havez-Planque, Mme Louis Marin, Narcisse Michaut et Jean Reynaud.

## Liste des lauréats
- 1938 : Jérôme Carcopino
- 1939 : Jacques Chevalier
- 1940 : Victor Giraud
- 1941 : Henri Malo
- 1942 : Paul Valéry pour l'ensemble de son œuvre
- 1943 : Louis Gillet
- 1944 : René Grousset
- 1945 : Mme Paul Hazard pour les publications des œuvres de Paul Hazard
- 1946 : Henri de Montfort pour Kosciuszko
- 1947 : Henri Bosco
- 1948 : Henri Malo
- 1949 : Jean Bonnerot
- 1950 : Mme Edmond Jaloux pour les œuvres posthumes de M. Edmond Jaloux
- 1951 : Henri Pourrat pour l'ensemble de son œuvre
- 1952 : Pierre Gaxotte
- 1953 : Camille Marbo
- 1954 : Jacques Lusseyran
- 1955 : Raymond Schwab pour l'ensemble de son œuvre
- 1956 : Jean Delay pour Lettres à Diderot (?)
- 1957 : Nam Kim pour Nam et Sylvie
- 1958 : Jacques-Henry Bornecque pour l'ensemble de son œuvre
- 1959 : Maurice Vaussard pour l'ensemble de son œuvre
- 1960 : Marcel Schneider pour l'ensemble de son œuvre
- 1961 : Maurice Andrieux pour Rome
- 1962 : Antoine Adam pour l'ensemble de son œuvre
- 1963 : André Beauguitte pour Audience des ombres
- 1964 : Georges Pillement pour l'ensemble de son œuvre
- 1966 : Yves Coirault (1919-2001) pour L’Optique de Saint-Simon
- 1969 : Gonzague Truc pour l'ensemble de son œuvre
- 1974 : Simone Fraisse (1913-2004) pour Péguy et le monde antique
- 1975 : Bernard Masson (1925-2013) pour Musset et le théâtre intérieur
- 1976 : Samivel pour Hommes, Cimes et Dieux
- 1977 : Roger Fournier pour Les cornes sacrées
- 1978 : Jean Fayard pour Je m’éloigne
- 1979 : Willy de Spens pour La nuit des longs museaux
- 1980 : Marc Cholodenko pour Les pleurs ou le grand œuvre d’Andrea Bajarsky
- 1981 : Michel Braudeau pour Passage de la Main d’Or
- 1982 : Bruno Gay-Lussac pour Le voyage enchanté
- 1983 : Olivier Todd pour Un cannibale très convenable
- 1987 : Pierre Daix pour Picasso créateur
- 1988 : Juliette Benzoni pour Félicia au soleil couchant
- 1989 : Henry Chennevières alias Henry Cuny pour Un printemps de Russie[3]
- 1990 : 
  - Alexandre Astruc pour Le roman de Descartes
  - Geneviève Gennari pour Le Manuscrit
  - Nine Moati pour La passagère sans étoile
- 1991 : 
  - Roger Duchêne pour La Fontaine
  - Robert Parienté pour André Suarès
- 1992 : Erwan Bergot pour Le Maître de Bao Tan
- 1993 : Guy Scarpetta pour La Suite lyrique
- 1994 : Christophe Bataille pour Annam
- 1995 : Alain Blottière pour L’Enchantement
- 1996 : 
  - Jean Echenoz pour Les grandes blondes
  - Philippe Verro pour De la vague à l’âme. Lettres et poèmes à une jeune femme
- 1997 : 
  - Simone Balayé (1925-2002) et Mariella Vianello Bonifacio pour Édition critique de Dix années d’exil, de Mme de Staël
  - Jean-Jacques Hueber pour Correspondance de François Mauriac et Georges Duhamel (1919-1966)
- 1998 : 
  - Thierry Desjardins pour Le Cancre
  - Marcel Jullian pour Le roman de l’homme
- 1999 : Lise Sabourin (1951-....) pour Alfred de Vigny et l’Académie française et Papiers académiques inédits d’Alfred de Vigny
- 2000 : Stéphane Hoffmann pour Journal d’un crétin
- 2001 : 
  - Philippe Frey pour Le chevalier Songhaï
  - Jean-Louis Michaux pour Le cas Beethoven, Le génie et le malade
- 2002 : Yvon Toussaint pour Le Manuscrit de la Giudecca
- 2003 : 
  - Dominique Fabre pour Mon quartier
  - Patrick Roegiers pour Le mal du pays. Autobiographie de la Belgique
- 2004 : Jean-Pierre Martin pour Henri Michaux
- 2005 : Pierre Daix pour Les lettres françaises. Jalons pour l’histoire d’un journal 1941-1972
- 2006 : Jean-Michel Maulpoix pour Adieux au poème
- 2007 : 
  - Brigitte Buffard-Moret pour La Chanson poétique du XIXe siècle. Origine, statuts et formes
  - Jérôme Prieur pour Roman noir
- 2008 : 
  - Hubert Haddad pour Palestine
  - Frédérique Woerther pour L’Èthos aristotélicien. Genèse d’une notion rhétorique
- 2009 : 
  - Henry Bonnier pour Journal d’une confession
  - Alain Schifres pour Inventaire curieux des choses de la France
- 2010 : 
  - Jean-Pierre Colin pour Maurice Barrès. Le Prince oublié
  - Jean-Claude Perrier pour Les Mystères de Saint-Exupéry
- 2011 : 
  - Marguerite Mutterer (1921-....) pour Le Récit de Margh (1938-1945)
  - Marc Weitzmann pour Quand j’étais normal
- 2012 : 
  - Jean-Michel Delacomptée pour La Grandeur Saint-Simon
  - David Thomas pour Un silence de clairière
- 2013 : Erwan Larher pour L’Abandon du mâle en milieu hostile
- 2014 : Georges-Olivier Châteaureynaud pour Jeune Vieillard assis sur une pierre en bois
- 2015 : Linda Lê pour Par ailleurs (exils) et Œuvres vives
- 2016 : Charles Robinson pour Fabrication de la guerre civile
- 2017 : François Cérésa pour Poupe
- 2018 : Jean-Claude Lamy pour Jean-Edern Hallier. L’idiot insaisissable
- 2019 : Michel Bernard pour Le Bon Cœur
- 2020 : Jérôme Bastianelli pour La Vraie vie de Vinteuil
- 2021 : Annick Louis pour L’Invention de Troie. Les vies rêvées d'Heinrich Schliemann
- 2022 : Sylvain Fort pour Odysséennes. Cinq femmes homériques
- 2023 : Philippe Bordas pour Le Célibataire absolu. Pour Carlo Emilio Gadda
- 2024 : Jean-Félix de la Ville Baugé pour Magnifique